# إبراهيم زيد الكيلاني
إبراهيم زيد الكيلاني (1937 - 2 أبريل 2013) هو الشيخ إبراهيم عبد الحليم مصطفى «زيد الكيلاني» يرجع نسبه إلى الشيخ عبد القادر الجيلاني والذي يعود نسبه إلى الإمام الحسن السبط ابن أمير المؤمنين علي بن أبي طالب والسيدة فاطمة الزهراء بنت رسول الله محمد ﷺ.
ولد في مدينة السلط عام 1937 و هو ابن الشيخ عبد الحليم الكيلاني امام السلط ومفتيها.
مفكر إسلامي أردني، حاصل على دكتوراه في علم التفسير من جامعة الأزهر، عميد كلية الشريعة في الجامعة الأردنية سابقًا، ووزير أوقاف سابق، تسلم مهامه كوزير خلال أزمة الخليج 1990، نائب في البرلمان الأردني سنة 1993م، وكان عضوًا في جبهة العمل الإسلامي ورئيس مجلس الفقهاء فيها، ورئيس جمعية القرآن. 
كان الكيلاني شاعر ومؤلف، فله العديد من الكتب وأشرف على عشرات الرسائل الجامعية في الجامعة الأردنية. وكان له دور بارز في وضع القانون المدني الأردني مستمدًا من الشريعة الإسلامية، فقد طالب بأن تكون مرجعية القانون هي الشريعة الإسلامية لمّا كان خطيبًا لخطبة الجمعة المُذاعة، وكان مقرر اللجنة التحضيرية التي صاغت القانون ثم عام 1976 وكان وقتها قانونا مؤقتًا ولما رأس اللجنة القانونية في البرلمان أقر القانون قانونا دائمًا
ويعد القانون المدني الأردني أول قانون عربي يقنن أحكام الفقه الإسلامي وتبعه عدد من الدول العربية

## وفاته
تُوفي الشيخ إبراهيم زيد الكيلاني يوم الثلاثاء 2 أبريل 2013 عن عمر ناهز الـ76 عاماً، وكان مداومًا على قراءة القرآن، وتوفاه الله بعد أن صلى الفجر ونام.